# Wohnhaus Deichstraße 38

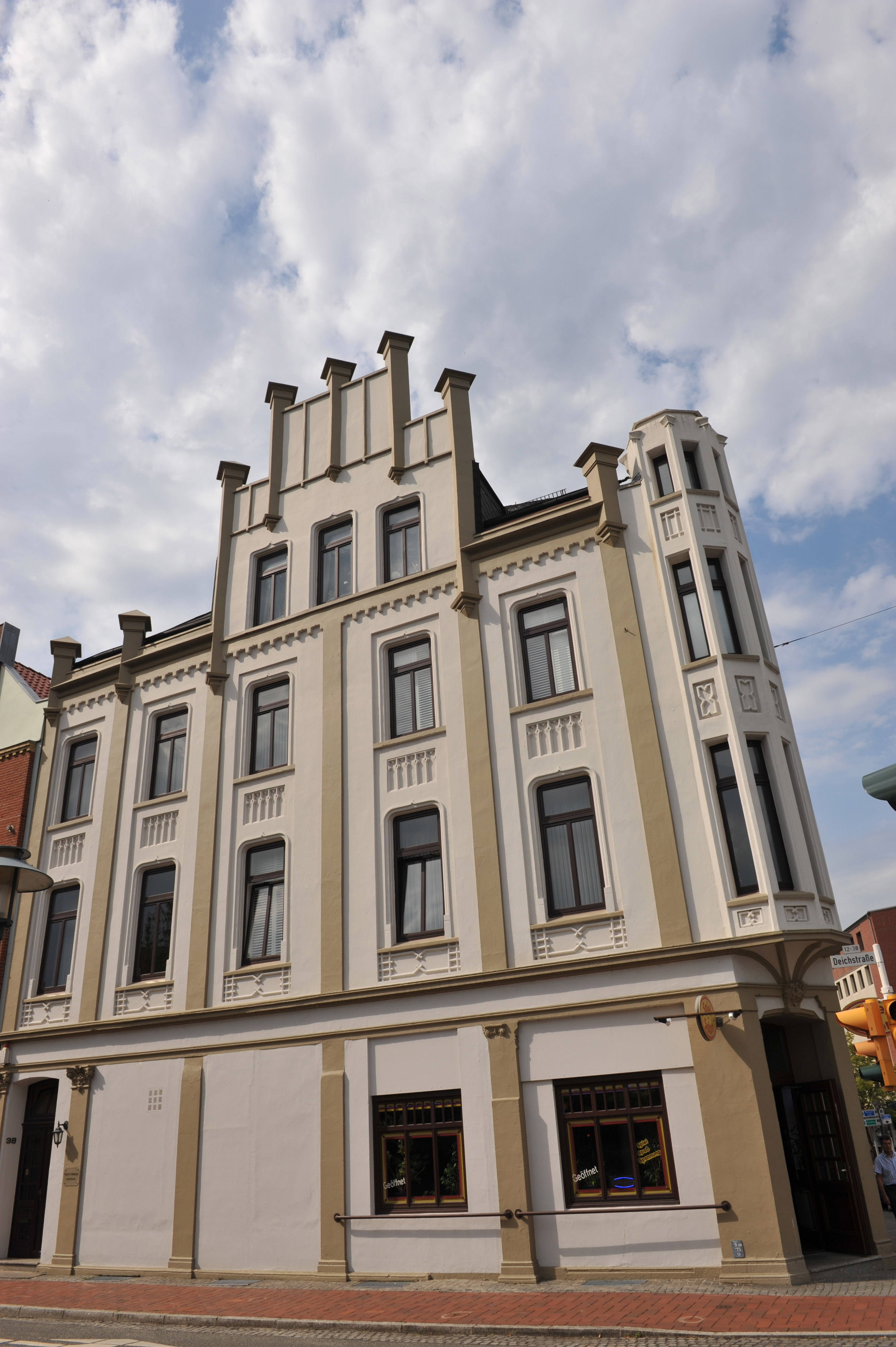
Wohnhaus Deichstraße 38

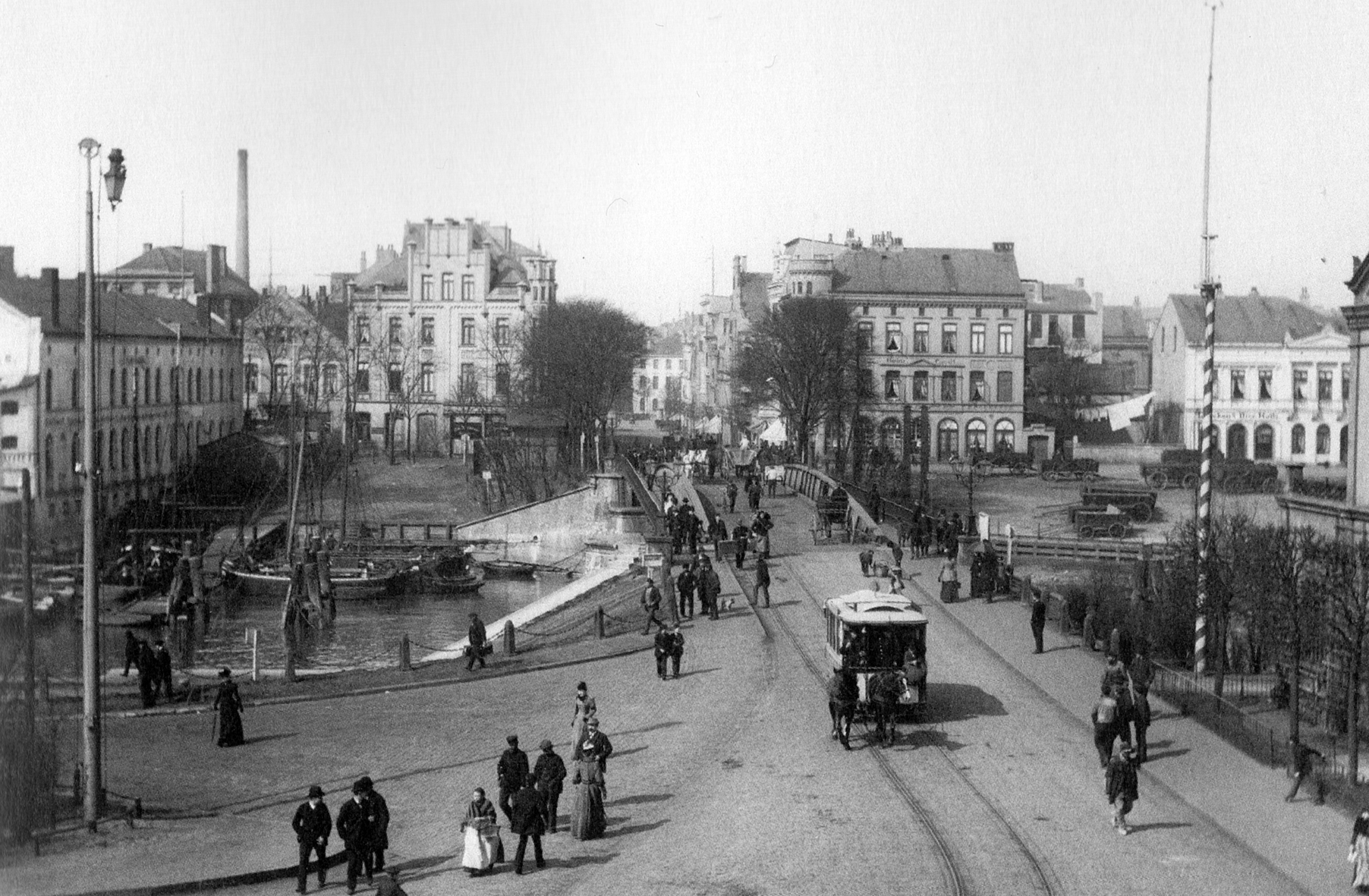
1895: Alte Geestebrücke, hinten links Wohnhaus Deichstraße 38, links Kontorhaus Wencke-Werft, rechts der Torfplatz

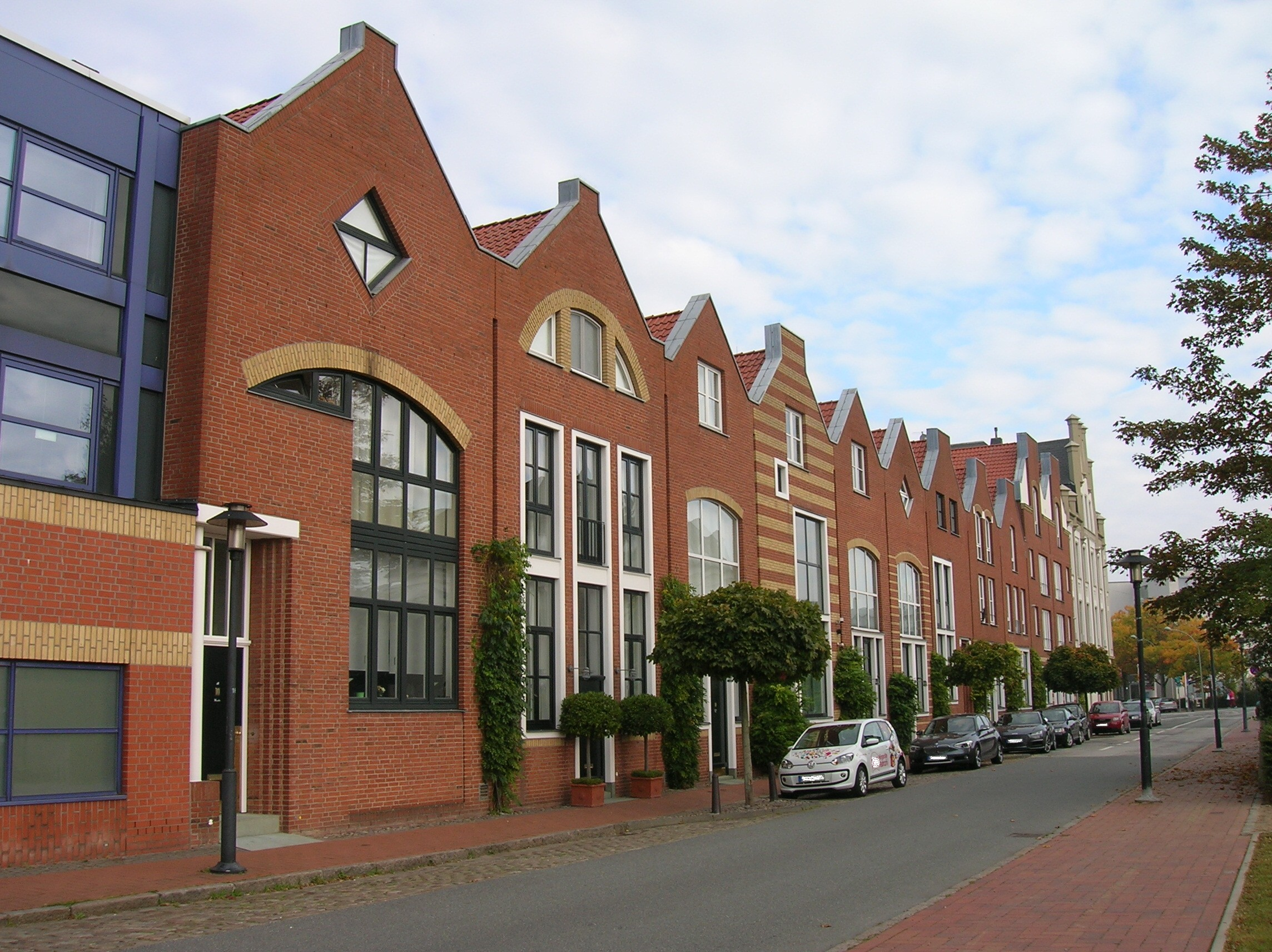
Deichstraße: Giebelhäuser von Weber

Das Wohnhaus Deichstraße 38 in Bremerhaven-Mitte, Deichstraße 38 und Fährstraße 25, stammt von 1869.
Das Bauwerk wurde 1982 unter Bremer Denkmalschutz gestellt.

## Geschichte
Das 1827 gegründeten Bremerhaven, heute Stadtteil Mitte, wuchs vom Hafengebiet nach Osten und Süden bis an die Geeste mit der Deichstraße.
Das dreigeschossige, verputzte Wohn- und Geschäftshaus aus der Epoche des Historismus direkt an der Alten Geestebrücke, mit einem viergeschossigen Zwerchgiebel als Treppengiebel, den Fialen und dem Ecktürmchen ist eines der wenigen nach 1944 noch erhaltenen Gebäude der südlichen Innenstadt. Einige Gestaltungselemente erinnern an den Tudorstil.
Die damals baumbestandene Fährstraße führte zur Bürgermeister-Smidt-Straße und zum Alten Hafen. Mehrere Gaststätten waren bei den Seeleuten beliebt, so auch die frühere Gaststätte Sir Henry in diesem Eckgebäude.
Im Haus befinden sich heute (2018) Wohnungen, Büros, Geschäfte und Nikos Kombüse. Direkt westlich schließen in der Deichstraße die elf bekannten  Giebelhäuser nach Plänen von Peter Weber an.